# 섬유

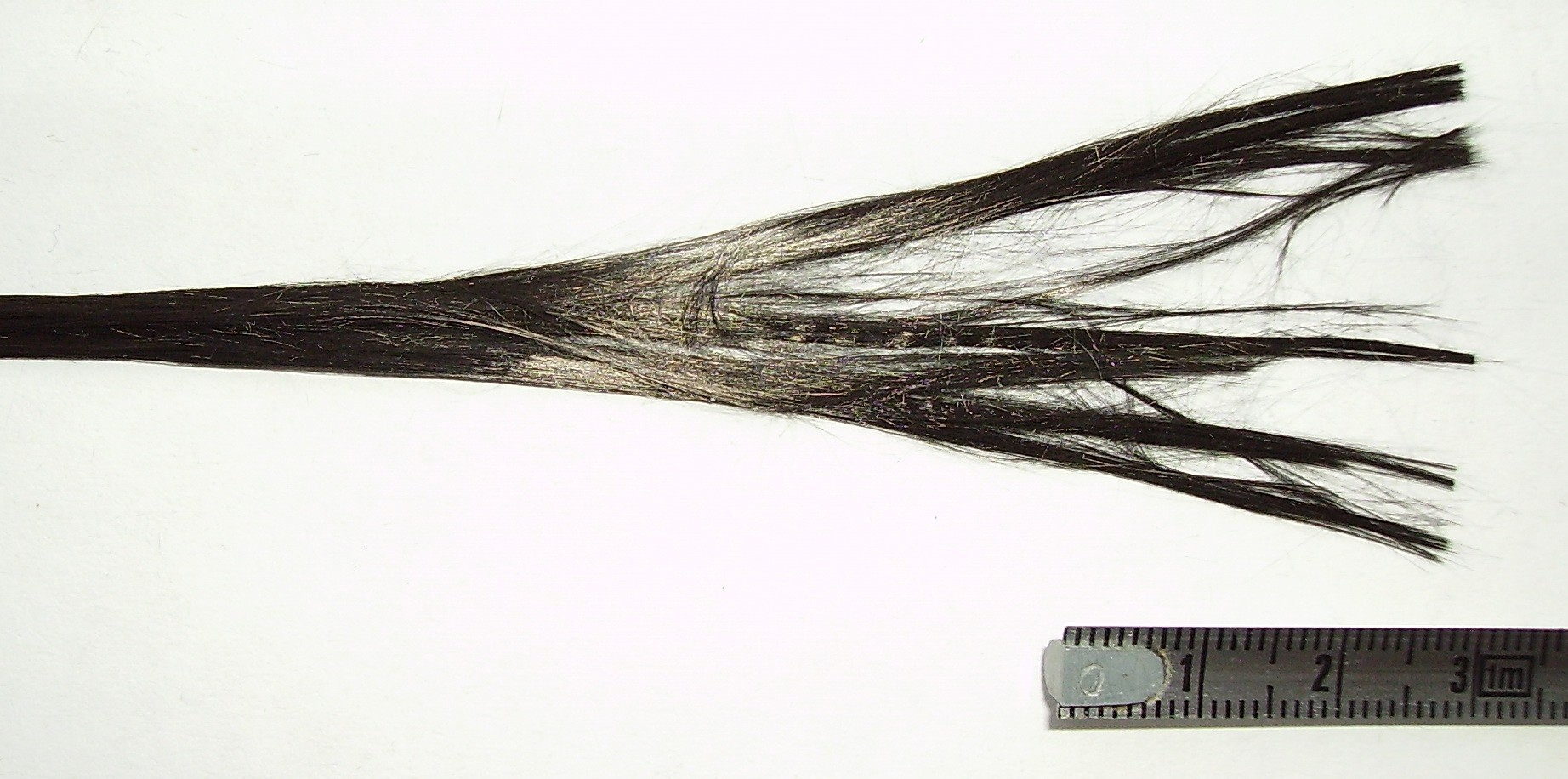
탄소섬유

섬유(纖維, 영어: fiber, fibre)는 길이가 너비보다 현저하게 긴 형태의 천연 또는 인공 물질을 일컫는다. 천연섬유의 경우 생물의 세포나 세포에 포함된 물질인 원형질이 변화하여 일정한 모양과 일정한 방향으로 길게 늘어진 것이다.
먼 옛날부터 인류는 나무의 껍질·짐승의 가죽을 몸에 걸침으로써 신체의 보호에 유용한 것으로 삼아 왔다. 그러다가 차차 문화가 발전됨에 따라 의복의 의미도 변하여, 오늘날에 와서는 옷을 입는다는 것은 신체의 보호는 물론 아름답게 보이기 위해서도 필요하고, 또한 예의의 의미도 지니게 되었다. 이처럼 옷을 몸에 감는 습관은 시대와 함께 변화해 왔지만, 사람들은 많은 종류의 식물의 섬유라든가 짐승의 털을 골라 써 가는 중에 천연적인 의료 재료 가운데서도 가장 바람직스러운 것으로서 오늘날에도 우리가 은혜를 입고 있는 마·면·양모·생사 등을 이용하는 방법을 알게 되었다.
인공적으로 섬유를 만들 수 있게 된 것은 1884년에 프랑스의 공학자인 일레르 드 샤르도네(Hilaire de Chardonnet, 1839년 ~ 1924년)가 질산셀룰로스를 에테르와 알코올의 혼합액에 녹여, 좁은 관을 통해 공기 속으로 밀어냄으로써 실로 만드는 일에 성공한 것이 시초이다. 그 후 구리암모니아법·비스코스(viscose)법과 같은 새로운 방법으로 인조섬유가 대량으로 공급되게 되었다.

## 직물섬유
수많은 복잡한 직물 구조로 이루어진 물체를 직물섬유라고 한다.

## 천연섬유
섬유 중에서 천연 그대로의 상태에서 이미 섬유상으로 되어 있고, 비교적 간단한 물리적 조작에 의해 섬유로서 이용할 수 있는 것을 가리킨다. 크게 나누어 식물 섬유(면화, 아마 등), 동물 섬유(견,양모 등), 광물 섬유(석면)로 구분할 수 있다. 심미성, 생리적인 쾌적성에 있어 인조 섬유보다 뛰어난 것이 많다.
- 식물 섬유

식물성 섬유의 주된 구성성분은 셀롤로오스(섬유소)라는 천연중합체이다.대표적인 식물성 섬유로는 면과 아마가 있으며, 이 밖에도 모시, 황마, 사이잘, 케이폭 등이 있다.
1)면
목화 식물의 종자에서 추출된다. 부드럽고 흡수력이 뛰어나며 통기성이 좋아 피부에 쾌적한 착용감을 제공한다. 내구성과 일광성이 좋은 편이나 산성에 약해 땀에 변색될 수 있다.
2)아마
아마 섬유의 줄기에서 추출한 원료로 만든 섬유로 흔히 '린넨'이라고 부른다.내구성이 좋고 수분의 흡수와 건조가 빨라 위생적이지만 구김이 잘 간다는 단점이 있다.
- 동물 섬유

동물성 섬유는동물로부터 얻어진 섬유로서 동물의 털, 가죽 또는 분비물 등을 원료로 한다.다수의 아미노산이 펩티드 결합으로 이루어진 중합체로서 '단백질 섬유'라고도 불린다.대표적으로 양모섬유(울섬유), 견섬유(실크)가 있다.
1) 양모 섬유
양의 털에서 추출되어 보온성이 좋고 흡수성이 좋은 위생적인 섬유이다. 탄성과 레질리언스가 좋아 구김이 잘 생기지 않는다. 스케일이라는 독특한 구조로 인해서 축융성을 가지고 있으며 이를 이용하여 펠트 제조가 가능하다.
2)견섬유
번식을 위해 누에고치가 분비하는 실크를 추출하여 만든 섬유로 '실크'로 알려져있다. 실크는 부드럽고 매끄러우면서 구조상의 특징상 뛰어난 광택감을 가지고 있다. 하지만 일광에 쉽게 변색된다는 단점이 있다.
- 광물 섬유

광물성 섬유는 지구의 광물에서 추출되거나 형선되는 섬유로, 자연에서 발생하는 다른 유형의 섬유로 주로 광물이 결정화되거나 액체에서 형성된 후 섬유 모양을 가지게 된다. 이러한 광물성 섬유는 자연에서 발견되는 다른 섬유들과는 화학적 및 물리적 특성이 다르며, 다양한 용도로 사용된다. 대표적인 예로는 석면(아스베스토스)이 있는데 한때 건축자재나 자동차 부품 등으로 사용되었다가 인체에 유해하다는 사실이 밝혀지면서 현재는 사용이 금지되었다.

## 인조섬유

### 화학섬유
자연계에서 산출되는 섬유질을 모아서 옷감으로 하기 위해서는 식물을 재배한다든지 동물을 사육한다든지 하기 위하여 굉장한 노력과 장소를 필요로 하며, 또 기후나 병해 같은 자연적 제약도 크다. 이와 같은 자연에 의존하지 않고, 천연섬유와 똑같은 것을 공장에서 만들고자 하는 시도가 옛날부터 계속 진행되어 왔다. 그리고 그 최초의 성공이 앞에서도 언급했던 샤르도네에 의한 샤르도네 인견(人絹)의 제조이다. 샤르도네 인견의 제법의 원리는 원래 섬유 모양이기는 하되 너무 짧아서 섬유로서 쓰일 수 없었던 면모(綿毛)와 펄프의 셀룰로스를 일단 용해하고 다시 긴 섬유 모양으로 다시 만드는 것이다. 이처럼 화학적인 조작(操作)에 의해 인공적으로 제조된 섬유를 견(絹)·양모 등의 천연섬유에 대하여 화학섬유 또는 인조섬유라 한다. 화학섬유에는 재생섬유를 비롯하여 반합성섬유(半合成纖維)·합성섬유 등이 있으며, 천연섬유와 함께 오늘날 우리들의 의생활(衣生活)을 지탱하고 있다.

### 재생섬유
샤르도네 인견과 같은 섬유는, 제조의 과정에 하등의 화학변화가 수반되지 않으며, 원래 있던 천연의 셀룰로스를 고쳐 늘어놓았다고 하는 의미에서 재생섬유(레이온)라고 불리며, 나일론 등과 같이 완전히 합성된 합성섬유와 구별되고 있다. 현재 셀룰로스를 원료로 한 재생섬유에는, 원료인 펄프라든가 면모(綿毛, linter)를 녹이는 방법에 따라 다음의 3가지 방법이 있다.

### 비스코스법 레이온(비스코스 인견)
화학섬유의 대표로서 대량 생산되어 온 것이나, 최근에는 각종 합성섬유에 눌려서 그 생산량이 감소되고 있다. 그러나 재생섬유의 제조는 현재로서는 아직 거의 이 방법만이 채택되고 있다. 목재에서 만들어진 펄프를 수산화나트륨 용액에 담그면, 펄프는 수산화나트륨을 대량으로 빨아들임으로써 알칼리·셀룰로스가 된다. 또한 여분의 알칼리액을 짜내면 희고 보송보송한 분말이 얻어진다. 이것을 잠시 방치하여 숙성시킨다. 이 동안에 펄프의 셀룰로스 분자사슬은 적당하게 잘려서 짧아진다. 다음에는 이황화탄소를 작용시켜 크산토겐산나트륨의 에스테르로 만들고, 이것을 묽은 알칼리액과 물에 녹인 것이 비스코스(viscose)이다. 이 액을 방치하면, 셀룰로스크산토겐산 나트륨은 분해하여 응고하기 쉽게 된다. 이 조작을 숙성이라 한다. 알맞은 점도와 응고성이 생겼을 때, 0.08mm 정도의 가는 구멍으로부터 황산과 황산나트륨을 주성분으로 하는 응고액 속으로 밀어낸다. 밀어내어진 비스코스(크산토겐산나트륨)는 황산에 닿으면 분해돼 원래의 펄프 때와 같은 셀룰로스로 되돌아간다. 즉, 실형태의 셀룰로스로 재생된다. 이것을 세정·표백시켜 말리면 얼마든지 긴 실이 된다(〔그림〕－5). 긴 그대로의 것을 인견, 이것을 꼭 면모처럼 수cm로 짧게 자른 것을 스테이플파이버(staple fiber：스프)라고 부른다. 또 실로 만들 때에는 양털처럼 오그라들게 하는 작업도 하고 있다.

#### 셀로판(cellophane)

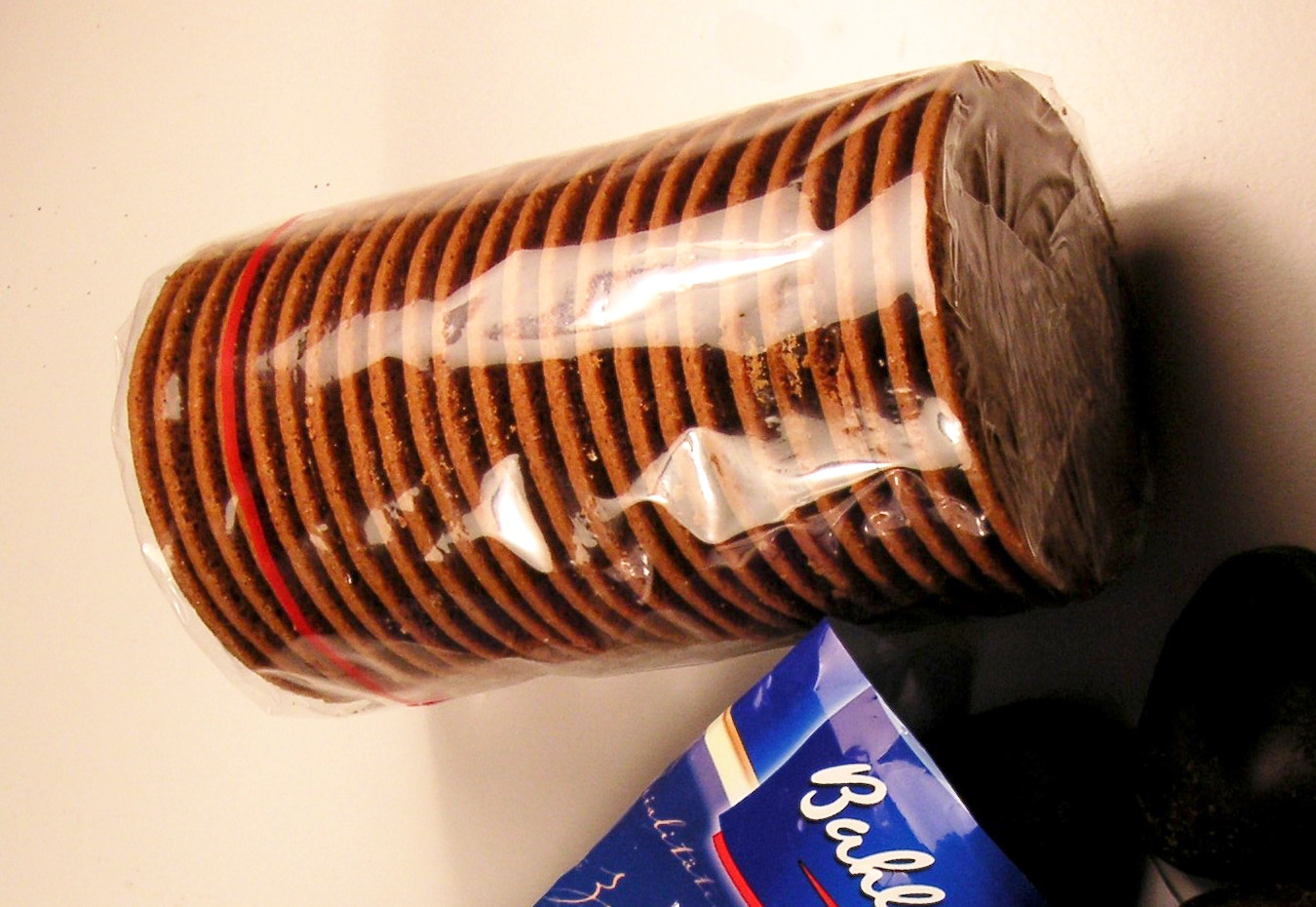
셀로판으로 만든 과자 포장지.

투명하며 포장용 등으로서 우리 주변에 널리 사용되고 있는 셀로판은, 비스코스를 가는 구멍으로부터가 아니라 좁은 틈서리로부터 천천히 응고액 가운데로 밀어내고, 씻어 표백한 것이다.

### 구리암모니아법 레이온(벰베르크 인견)
셀룰로스를 산화구리암모니아의 진한 용액 속에서 녹이고, 이 용액을 가는 구멍을 통하여 물 가운데로 밀어내어 다시 원래의 셀룰로스로 하는 방법이다. 원료에는 린터(綿毛)라든가 고급 레이온펄프를 사용한다. 생산된 인견은 비스코스견에 비하여 가는 것이 많고 아름답다.

### 단백질재생 인조섬유
셀룰로스를 재생시키는 것과 완전히 같은 방법이며, 단백질 가령 우유의 카세인이라든가 콩·옥수수의 단백질 등도 섬유로 된다. 이들 단백질은 묽은 알칼리액에 녹여, 가는 구멍으로부터 염(鹽) 및 산을 포함하는 용액 속으로 밀어낸 후 포르말린 처리를 하면 재생섬유가 만들어진다. 또 설견(屑絹)을 니켈암모니아나 구리암모니아 용액 속에 녹여 가는 구멍으로부터 황산 가운데로 밀어냄으로써 재생견(再生絹)을 만들 수도 있다. 그러나 이러한 섬유는 연질이고 강도가 약하여 단독으로 사용되기보다는 주로 면·모·인견 등과 함께 혼방하여 사용된다.

### 합성섬유
조그만 분자를 처음부터 서로 연결시켜 커다란 고분자로 만든 것이 합성섬유이다. 이는 나일론에서부터 시작되어, 그 후 비닐론 등과 같은 합성섬유가 잇달아 탄생되었다.

## 방사와 직포

### 방사(紡絲)
반응기에서 합성된 고분자나 셀룰로스 용액을 실로 만드는 공정은 화학섬유공업에서 빠뜨릴 수 없는 과정이다. 방사방법으로는 다음의 3종류가 있다.
⑴ 습식법(濕式法) ― 적당한 용제(溶劑)로 녹인 내용물을 가는 구멍을 통해서 응고욕(凝固浴) 속으로 밀어내어 고화(固化)시킨다.
⑵ 건식법(乾式法) ― 기화(氣化)하기 쉬운 용제로 녹인 것을 가는 구멍을 통하여 공기 가운데로 밀어낸다. 용제가 증발해 버리면 실로 만들어져서 남는다.
⑶ 용융법(溶融法) ― 고분자를 가열하여 용융상태로 만들고, 가는 구멍으로부터 밀어낸다. 식어서 굳으면 실이 만들어진다.
이 여러 방법 중의 어느 경우에도 가는 구멍으로부터 나오는 실을 빼 늘여서 분자를 결정(結晶)하기 쉽게 하는 공정은 훌륭한 섬유를 만들기 위한 필수조건이다.합성섬유가 양모 등에 비해서 대체로 미끄러지기 쉽다고 하는 인상을 준다. 백금판에 뚫린 수백개의 가는 구멍으로부터 나오는 합성섬유는 확실히 한줄의 둥글고 매끈한 실이며, 더욱이 한줄의 실은 균질적인 것이다. 그런데 앞에서도 언급했듯이 천연적인 섬유는 결코 이와 같은 표면을 지니고 있지는 못하다. 양모는 인편(鱗片)으로 뒤덮인 표면을 갖고 있고, 명주는 편평한 2줄의 실다발이며, 카포크 등은 속이 비어 있다. 한줄의 실의 형상(形狀)이 이것을 짜서 천으로 만들었을 때의 그 느낌을 현저하게 변화시킨다. 오늘에 와서는 합성섬유를 방사할 때 이와 같은 견지에서 가는 구멍의 형(型)을 여러 모양으로 바꿈으로써 많은 형태의 특이한 섬유도 만들어지게 되었다. 이 밖에 섬유의 성질을 개량하는 방법도 여러 가지로 연구되고 있으며, 그 하나의 예로서는 방사 때에 성질이 서로 다른 2종류의 나일론을 하나로 붙여 뭉쳐내는 방법이 쓰이게 되었다. 부드러울 때에 접합시킨 실이 냉각됨에 따라 그 수축성의 차이 때문에 양모와 같이 오그라들게 된다.  이와 같은 합성섬유에다 양모·비단·무명 등의 특성을 주게 되는 가공법은 여러 가지로 연구됨으로써 실용화되고 있다.

### 직포(織布)
섬유를 실제로 사용할 때에는 천으로 짜서 사용한다. 즉 많은 실을 사용해서 평면을 만들어 내는 셈이다. 천을 짜는 방식은 풍토나 민족에 의하여 여러 가지로 발달했으며, 간단한 평직에서부터 복잡한 고블랭직(Gobelin 織, 사실적인 그림무늬를 넣어 짠 실내장식용의 직물로 유럽의 tapestry의 1종)과 같은 미술품 수준의 것까지 있다. 또 융단처럼 두껍게 부풀어오르는 듯하게 짠 천도 있다.
직기(織機)만 하더라도 간단한 것에서부터 저지직(jersey 織)처럼 매우 정교한 큰 장치까지 있다. 천으로 짠다는 것에 대한 의의를 생각해 보자. 이미 말한 것처럼 우리들은 몸에 옷을 걸치기 위해서와 물건을 잘 포장하기 위하여 천을 필요로 하며, 그 재료는 짐승가죽→천연섬유→합성섬유와 같은 순서와 범위로 넓혀갔다. 그리고 결국에는 각종 고분자 화합물도 합성되고, 그 성형 기술도 매우 발전되고 있다. 그러면 일부러 섬유의 형태로 만든 연후에는 천으로 짜지 않더라도, 직접 천으로 성형시켜서 옷감으로 만들 수 있을 터인데도 불구하고 왜 그렇게 하지 않을까. 나일론과 같은 것을 필름으로 만들어 보면, 벌써 그 물건 자체는 통기성이 없으며 딱딱한 느낌으로, 옷감으로서는 도저히 쓸모가 없음을 곧 깨닫게 된다. 면(面)으로 넓힌 것으로서, 천연적인 가죽처럼 통기성이 있는 고분자도 연구되고는 있는데, 이 문제에 대해서는 합성피혁의 항에서 언급된다. 그런데, 실 형태를 취한 것을 여러 가지 방향으로 배향(配向)시켜 2차원·3차원적으로 한 경우에는 밖에서부터 힘을 가함으로써 바로 그것의 성상을 대폭적으로 변경시킬 수 있다. 평직으로 했을 경우, 올과 올 사이의 방향, 즉 결방향으로는 천은 거의 길어지지 않지만, 경사(비낌) 방향으로는 매우 길어지기 쉽다. 그 위에 올과 올 사이의 크기 여하로써 통기성도 조절할 수가 있다. 덩어리인 채로에서는 굳은 고분자도 이처럼 가는 실로 만든 연후에 짜면 유연성을 얻을 수 있게 되며, 밧줄처럼 여러 가닥을 다발로 만들어 주면 강도도 얻게 된다. 이것이 천으로 짜는 이점이다.

## 같이 보기
- 광섬유
- 천연섬유
- 고어텍스
- 쿨맥스
- 메쉬 (소재)(en:Mesh) - 가볍고 통풍성이 좋아 근래 런닝화 소재로 많이 쓰이나, 내구성이 약한 단점